# Gioventù di Sinistra (Cina)
La Gioventù di Sinistra, Studenti di Sinistra, Studenti di Sinistra, Gioventù Progressista, Zuoqing, ecc., è una comunità giovanile del Repubblica popolare cinese nota per le proteste per i diritti dei lavoratori di Shenzhen Jasic del 2018.

## Panoramica
I giovani di sinistra cinesi sono principalmente giovani studenti universitari nati negli anni '90 e rappresentano una minoranza molto piccola tra gli studenti universitari cinesi. Questi studenti sono solitamente organizzati in nome di club di lettura e società studentesche, situati nelle principali università, con dimensioni e nomi diversi. Ciò che queste organizzazioni studentesche hanno in comune è che si oppongono al marxismo come ideologia ufficiale della Cina e sostengono il marxismo della “rivoluzione ribelle”. Queste associazioni studentesche includono la Società marxista dell'Università di Pechino, l'Associazione per lo sviluppo civile di Xinguang dell'Università Renmin della Cina, l'Associazione giovanile Xinxin dell'Università di lingua e cultura di Pechino, ecc. Movimento operaio Shenzhen Jasic, queste associazioni di sinistra furono epurate dalle autorità comuniste cinesi.

## Ricezione
Il filosofo sloveno della sinistra radicale Slavoj Žižek ha discusso della scomparsa di Yue Xin in un articolo pubblicato su The Independent, sostenendo che essa riflette le contraddizioni intrinseche della società cinese, vale a dire che l’ideologia ufficiale statale del marxismo è stata considerata una forma pericolosa di sovversione del regime.
Per opporsi alla repressione da parte della Cina degli studenti di sinistra che organizzano gruppi pro-lavoro, più di 30 studiosi di sinistra, tra cui Noam Chomsky e John E. Roemer, hanno chiesto congiuntamente il boicottaggio del Congresso marxista mondiale ospitato dalla Cina. Chomsky ha rilasciato una dichiarazione in cui afferma che gli studiosi di sinistra di tutto il mondo dovrebbero unirsi al boicottaggio di tali conferenze e attività; mentre Romer ha rilasciato una dichiarazione affermando che le azioni rilevanti hanno smascherato la leadership politica cinese come falsi marxisti.